# Thomas Helly
Thomas Helly (* 20. Oktober 1990 in Wien) ist ein österreichischer Fußballspieler auf der Position eines Mittelstürmers.

## Karriere

### Vereinskarriere
Helly begann seine Karriere als aktiver Fußballspieler in den Jugendmannschaften des SC Red Star Penzing im 16. Wiener Gemeindebezirk Ottakring. Später kam er zum FV Austria XIII Wien und von dort zum SK Rapid Wien, bei dem er bis 2004 in der Jugendauswahl zum Einsatz kam. Ab 2004 besuchte Helly die Frank Stronach Akademie, an der er im Jahre 2008 die Matura bestand und daraufhin zum SC Schwanenstadt in die zweitklassige Erste Liga transferierte. Für den Verein kam er zu seinen ersten Profieinsätzen. Sein Debüt feierte er am 11. April 2008 bei der 2:0-Heimniederlage gegen den SC Austria Lustenau, als er in der 84. Spielminute für Tomas Šimkovič eingewechselt wurde. Insgesamt kam er zu sieben Kurzeinsätzen für die Schwanenstädter. Als der Verein am 19. Mai 2008 in SC Magna Wiener Neustadt umbenannt wurde, hielt er der Mannschaft weiterhin die Treue. Unter dem Vereinsnamen SC Magna absolvierte er ein Spiel, das wiederum mit einem Kurzeinsatz zu verbinden war. In der Winterpause wurde Helly an den SV Wienerberg in die drittklassige Regionalliga Ost verliehen. Für den Verein absolvierte er aber schon im November 2008 ein Spiel, bei dem er in der 15. Spielminute eingewechselt wurde und zwei Tore erzielte. Bis dato  war Helly in 19 Meisterschaftspartien im Einsatz und kam dabei auf eine Anzahl von 18 Toren. Zur Sommerpause vor der Saison 2009/10 kehrte Helly wieder vom SV Wienerberg zurück zum SC Magna. Beim SV Wienerberg glänzte er durch konstant gute Leistungen und erzielte am 29. Mai 2009 beim 5:1-Auswärtssieg gegen den SKU Amstetten einen Hattrick. Auf Grund dieser Leistungen wurde er für die Spielzeit 2009/10 ein weiteres Mal an den SV Wienerberg als Kooperationsspieler abgegeben. In der Winterpause 2009/10 kehrte er nach Wiener Neustadt zurück, wo er im Frühjahr zu einem Einsatz kam. Im Sommer 2010 wurde er wiederum verliehen. Diesmal wechselte er als Kooperationsspieler zum Wiener Sportklub, ebenfalls mit Spielbetrieb in der Regionalliga Ost.
Ab Sommer 2012 war er als Leihspieler beim TSV Hartberg in der zweithöchsten österreichischen Spielklasse unter Vertrag. Nach einer Saison bei den Steirern wechselte er in die 1. Landesliga Niederösterreich zum SC Mannsdorf (vierthöchste österreichische Spielklasse).
Im Sommer 2014 wechselte erneut zum SV Wienerberg wo er auch in der Saison 2015/16 Meister der Wiener Stadtliga wurde.
Nach 6 Jahren beim SV Wienerberg wechselte er im Sommer 2020 zur TSU Obergänserndorf.
Aktuell spielt Helly nach einer erneuten Wiener Stadtliga Saison 2021/22 bei Union Mauer beim 1. SV Maria Anzbach und ist dort amtierender Torschützenkönig in der 2. Klasse Traisental/Alpenvorland in Niederösterreich. Auch in der folgenden Saison 2023/24 wurde Helly erneut Torschützenkönig und Meister in der 2. Klasse. Für die kommende Spielzeit 2024/25 verlängerte Helly seinen Vertrag für ein weiteres Jahr und geht für den 1. SV Maria Anzbach in der 1. Klasse West/Mitte weiter auf Torjagd.

### International
Insgesamt kam Helly zu einigen Einsätzen in den österreichischen Jugendauswahlen. Er war von der U-17 bis zur U-19 Nationalspieler, bei der er im Jahre 2007 debütierte und gleich in seinem ersten Spiel einen Treffer erzielte. 2011 spielte er auch zwei Spiele für die U-21-Auswahl gegen Dänemark und Portugal.

## Privates
Thomas Helly lebt mittlerweile auch in der Marktgemeinde Maria Anzbach.

## Erfolge
- 2× Meister an der Frank Stronach Akademie
- 2006/07 Meister Jugendliga U16 mit FSA Austria Wien U17
- 2008/09 Meister 2. Liga Österreich mit FC Magna Wr.Neustadt
- 2015/16 Meister Wiener Stadtliga mit dem SV Wienerberg
- 2022/23 Torschützenkönig 2. Klasse Traisental/Alpenvorland
- 2023/24 Meister & Torschützenkönig 2. Klasse Traisental/Alpenvorland